# Mecistocephalus monticolens
Mecistocephalus monticolens är en mångfotingart som beskrevs av Chamberlin 1920. Mecistocephalus monticolens ingår i släktet Mecistocephalus och familjen storhuvudjordkrypare.
Artens utbredningsområde är Taiwan. Inga underarter finns listade i Catalogue of Life.